# Marianne Dirks
Marianne Dirks (* 26. August 1913 in Freiburg im Breisgau; † 15. Oktober 1993 in Wittnau; gebürtig Marianne Ostertag) war von 1951 bis 1972 die erste Präsidentin der Katholischen Frauengemeinschaft Deutschlands (kfd), von 1951 bis 1973 Mitglied und von 1968 bis 1972 Vizepräsidentin des geschäftsführenden Ausschusses des Zentralkomitees der deutschen Katholiken.

## Leben
Sie heiratete 1941 den bereits damals bekannten Publizisten Walter Dirks (seit 1946 Mitherausgeber der Frankfurter Hefte) und zog nach Frankfurt. Das Ehepaar Dirks bekam bis 1957 vier Töchter: Clara, Elisabeth, Maria und Theresia.
Sie setzte sich für die Gleichberechtigung der Frauen in Kirche und Gesellschaft ein. Religiöse Themen, auch die Gewissensbildung, Erziehungshilfen, die Bildung im vorpolitischen Raum und Überlegungen zur Stellung der Frau in Kirche und Gesellschaft waren Themen ihrer zahlreichen Veröffentlichungen.
Bereits 1952 wurde Marianne Dirks als Vertreterin der kfd für das Zentralkomitee der deutschen Katholiken benannt. Dort arbeitete sie zunächst im Arbeitskreis Ehe und Familie mit. Als eine der wenigen Frauen nahm sie an der Würzburger Synode teil. Für Marianne Dirks kam es bei der Synode vor allem auf den Dialog zwischen den verschiedenen Gruppen in der Kirche an: zwischen der Bischofskonferenz und dem ZdK, zwischen den traditionell und den kritisch denkenden Katholikinnen und Katholiken. Mit Kardinal Döpfner verband sie die Überzeugung: Klerus und Laien müssen gemeinsam die Kirche in Deutschland gestalten. 1968 berief er sie als Beraterin in die Pastoralkommission der Deutschen Bischofskonferenz.
1973 wurde ihr das Große Verdienstkreuz der Bundesrepublik Deutschland verliehen. 1986 wurde sie Ehrenbürgerin der Gemeinde Wittnau.
Nach ihrem Mann Walter Dirks und ihr ist der Frankfurter Walter-und-Marianne-Dirks-Preis benannt.
Die seit 2004 bestehende „Marianne Dirks Stiftung der Katholischen Frauengemeinschaft Deutschlands“ will dazu beitragen, eine an christlichen Werten orientierte Persönlichkeitsentwicklung von Frauen durch religiöse Glaubensvertiefung sowie durch politische und kulturelle Bildung zu fördern. Die Stiftung vergibt alle zwei Jahre den „Preis der Marianne Dirks Stiftung“.

## Werke
- Die Ehe: Chancen u. Aufgaben heute. Freiburg i. Br.: Lambertus ²1970.
- Sie prägten das Antlitz der Kirche: heilige Frauen. Mainz: Matthias-Grünewald-Verlag 1982. (Topos-Taschenbücher 113) ISBN 3-7867-0935-1
- Für eine neue Liebe zu Maria (gemeinsam mit Karl Rahner). Freiburg im Breisgau: Herder 1985. ISBN 978-3-451-20092-2
- Glauben Frauen anders? Erfahrungen und Anstösse. Neuausgabe. Freiburg im Breisgau; Basel; Wien: Herder 1993. (Herderbücherei 1776) ISBN 3-451-08776-6
- Sich wandeln und nicht müde werden: Lebenstexte. Düsseldorf: Klens 1994. ISBN 3-87309-119-4